# Heltai Nándor (színművész, 1864–1937)
Heltai Nándor (Magyarnagyzsombor, 1864. március 15. – Budapest, IX. kerület, 1937. július 30.) színész, igazgató. Várady Rózsa férje, Heltai Andor apja.

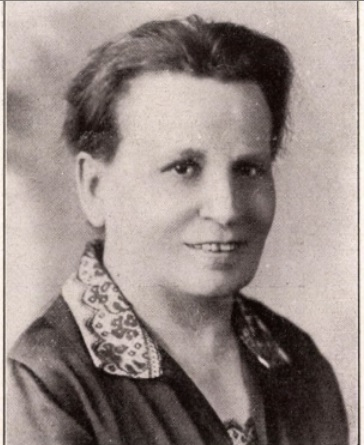
Heltai Nándorné, Várady Rózsa színésznő. Portréja a Magyar színművészeti lexikonban (1929)

## Életútja
Heltai Károly és Bretter Róza fia. Gyermekéveit a Kolozsvár mellett fekvő Felek községben élte, ahol atyja Kolozsvár városától bérelte a város tulajdonát képező földeket, kaszálókat. Kolozsvárott tanult, ott végezte gimnáziumi tanulmányait. Feltűnést keltett szavalataival és szónoklataival a gimnázium Önképzőkörében, melynek több pályadíját nyerte el. A gimnáziumi tanulmányainak befejezésével — E. Kovács Gyula tanácsára — az Erdélyben közkedvelt »becsületes« jelzővel megtisztelt Várady Ferenc, régi igazgató társulatánál, — ahol E. Kovács gyakran vendégszerepelt — Tordán, lépett a pályára. Színészkedésének túlnyomó idejét Erdélyben töltötte, ahol mindenütt a közönség kedveltje volt. Pályafutásának két emlékezetes állomása volt: kolozsvári szereplése és Jászai Marival való körútja »Elektra« és »Angelo« előadásaival. 1890-ben megszerezte igazgatói engedélyét, majd ezután 1890–91, 1893–94 és 1918–20-ban vezetett társulatot, de próbálkozásai és művészi szakértelme nem térült meg anyagilag.
Korán nősült. Feleségül vette első igazgatójának — Várady Ferencnek — Rózsa leányát. Két ízben megpróbálkozott az igazgatással, de sikertelenül. Mikor az Országos Színészegyesület 1903-ban megalapította az Irodalmi és Színészeti Ügynökséget, őt választották meg egyik vezetőnek. Ettől az időtől kezdve állt ennek szolgálatában, mely időből közbeesőleg 10 évet, mint az Egyesület pénztárosa szolgált. Időközben két évig távol volt hivatalától, de 1930-ban is az Országos Színészegyesület Irodalmi Ügynökségének szolgálatában állt, mint annak főnökhelyettes igazgatója. A színművészetnek időskorában is rajongó híve volt. Tanúskodnak erről a »Színészek Lapjá«-ban időközönként megjelent ismertetései, jellemrajzai régi nagy színészeinkről és a Rádióban ugyancsak e tárgykörből merített előadásai. A Schöplin-féle Magyar Színművészeti Lexikon munkatársa volt. Halálát szívizomlob okozta, élete 74., házasságának 48. évében távozott az élők sorából. Örök nyugalomra helyezték 1937. augusztus 1-jén délután a Farkasréti temetőben, a római katolikus anyaszentegyház szertartása szerint. Sírját később felszámolták.
Öt gyermeke közül csak Andor fia, a közismert és népszerű cigányfigurák kreálója, követte szülői példáját, csak ő lett színész.

## Fontosabb szerepei
- Bódi (Follinus A.: Náni)
- Skublics Imre (Berczik A.: Himfy dalai)
- Berreh (Vörösmarty M.: Csongor és Tünde)

## Működési adatai
1885–86.: Várady Ferenc; 1888–89: O. Völgyi József; 1889–90: Leövey; 1892–93: Miskolczi Henrik; 1894–95: Bátosy Endre; 1895–96: Kerényi Ignác; 1898–1900: Kolozsvár; 1900–02: Bokody Antal; 1902–03: Kolozsvár.
Igazgatóként: 1890: Veszprém; 1891: Kőszeg, Sárvár, Újpest; 1893: Mór, Bábolna, Lendva, Nagyatád; 1918–19: Halas.